# 클릭 농장
클릭 농장( - 農場) 또는 클릭 팜(영어: click farm)은 클릭사기의 일종으로, 상당수의 저임금 노동자들이 클릭 사기꾼(클릭 농장 주인)을 위한 지불형 광고 링크를 클릭하기 위해 고용된다. 노동자들은 링크를 클릭하고 일정 시간 동안 대상 웹사이트를 서핑한 다음 잠재적으로는 다른 링크를 클릭하기 앞서 뉴스레터에 등록한다. 이 노동자들 가운데 다수의 경우 하루 충분한 광고를 클릭하면 꾸준히 자신의 소득을 증대시킬 수 있으며 다른 유형의 노동의 대인이 될 수도 있다. 자동화된 필터가 이러한 시뮬레이트된 트래픽을 감지하기 매우 어려울 수 있는데 그 이유는 방문자의 행동이 실제 적법한 방문자의 것과 완전히 동일한 것처럼 보이기 때문이다.
클릭 농장으로부터 생성되는 가짜 좋아요는 컴퓨터 프로그램들이 소프트웨어 전문가들에 의해 작성되는 봇이 발생시키는 것과 필연적으로 다르다. 이러한 문제를 다루기 위해 페이스북 등의 기업들은 비정상적인 활동을 하는 계정의 척결을 강구하는 알고리즘을 만드는 시도를 한다.(예: 짧은 시간 안에 너무 많은 문서에 좋아요를 클릭하는 일)

## 실행 계획
클릭 농장은 일반적으로 개발도상국에 위치해 있는데, 이를테면 중화인민공화국, 인도, 네팔, 스리랑카, 이집트, 인도네시아, 필리핀, 방글라데시가 있다. 클릭 농장의 사업은 페이스북, 트위터, 인스타그램, 핀터레스트 등의 소셜 미디어 플랫폼에 좋아요와 팔로워를 생성하는 데까지 확장되어 있다. 평균적으로 노동자들은 1천 건의 좋아요에, 또 트위터에 1천명의 사람을 팔로잉하면 1 미국 달러를 받는다. 그러면 클릭 농장은 돌아서서 상당히 높은 가격으로 이들의 좋아요와 팔로워를 판매한다.
데일리 메일에 따르면 바이플러스팔로워스(BuyPlusFollowers)는 250개의 구글+ 공유를 $12.95에, 인스타그램엔진은 1,000개의 인스타그램 팔로워를 $12.00에, AuthenticHits는 1,000개의 사운드클라우드 플레이를 $9.00에 판매한다.

## 같이 보기
- 클릭당 지불(PPC)